# Función de ingresos de Mincer

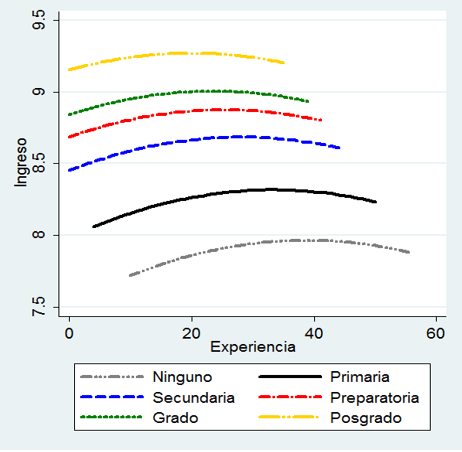
Nivel de ingresos según título académico en México.

La Función de ingresos de Mincer es un modelo uniecuacional, desarrollado por Jacob Mincer, que explica el salario en función de la escolaridad y la experiencia. La ecuación ha sido examinada con muchas bases de datos y Thomas Lemieux argumenta es uno " de los modelos más utilizados en la economía empírica". Típicamente el logaritmo de los ingresos es modelado como la suma de años de educación y una función cuadrática de "años de experiencia potencial".
{\displaystyle \ln W=\ln W_{0}+\rho S+\beta _{1}X+\beta _{2}X^{2}}
Dónde las variables tienen los significados siguientes: {\displaystyle W} son los ingresos ({\displaystyle W_{0}} son los ingresos de alguien sin ninguna educación y ni experiencia); {\displaystyle S} son los años de escolarización; {\displaystyle X} son los años de experiencia laboral potencial en el mercado. Los parámetros {\displaystyle \rho }, {\displaystyle \beta _{1}}, y {\displaystyle \beta _{2}} puede ser interpretado como los retornos a escolarización y experiencia, respectivamente.
Sherwin Rosen, en su artículo que celebra la contribución de Mincer, notó memorablemente que cuando los datos son estudiados utilizando esta ecuación, uno los podría describir como habiendo sido Minceriados.

## Lectura más lejana
- Borjas, George J. (2000). Labor Economics (Second edición). New York: McGraw-Hill. 2000. pp. 264-266. ISBN 0-07-231198-3.
- Cahuc, Pierre; Carcillo, Stéphane; Zylberberg, André (1992). Labor Economics (2nd edición). Cambridge: The MIT Press. 1992. pp. 230-244. ISBN 978-0-262-02770-0.
- Heckman, J.; Lochner, L.; Todd, P. (2006). «Earnings Functions, Rates of Return and Treatment Effects: The Mincer Equation and Beyond». Handbook of the Economics of Education 1. Amsterdam: North-Holland. 2006. pp. 307-458. ISBN 0-08-046566-8. doi:10.1016/S1574-0692(06)01007-5.
- Polachek, Solomon W. (2007). Earnings Over the Lifecycle: The Mincer Earnings Function and Its Applications. 2007.

- Datos: Q6863330